# Пневматичний зарядник
Пневмати́чний заря́дник (пневмозарядник), (англ. pneumatic charger, pneumatic charge loader, air-operated blast-hole loader; нім. pneumatisches Ladegerät n) — прилад для введення (вдування) ВР у шпур (свердловину) стисненим повітрям. Це забезпечує оптимальну щільність ВР і максимальний коефіцієнт заряджання. П.з. розроблені як для патронованих, так і для сипких ВР. П.з. застосовують для заряджання ігданіту і ґранульованих ВР заводського виготовлення. Для сипких ВР П.з. розрізняються за принципом дії: ежекторні (всмоктувальні), нагнітальні (з циклічним заповненням та порційною подачею). Ежекторні П.з. використовуються для заряджання шпурів, нагнітальні — шпурів і свердловин.